# Universidad Nacional de Misiones (Paraguay)
La Universidad Nacional de Misiones (Unamis) es una institución estatal de Paraguay establecida oficialmente por la ley 6675/20 promulgada el 24 de diciembre de 2020. Su sede principal está ubicada en San Juan Bautista, perteneciente al Departamento de Misiones. Cuenta con siete carreras distribuidas en cinco distritos de Misiones.
La universidad cuenta con las siguientes carreras: Negocio internacional en la ciudad de San Juan Bautista; Psicología y Ciencias políticas en San Ignacio Guazú; Ciencias básicas sus tecnologías; Logística y transporte en Ayolas; Tecnología de producción en Santa María de Fe y licenciatura en Matemáticas en Santa Rosa de Lima.
En septiembre de 2023, se iniciaron las obras para la construcción de la Facultad de Medicina en San Ignacio Guazú, con planes de habilitar el curso de admisión para aproximadamente 40 estudiantes.
A principios de agosto de 2024, la Unamis se unió oficialmente a la Asociación de Universidades Públicas del Paraguay (AUPP) e inauguró su sede en Santa Rosa de Lima con la presencia del presidente de Paraguay, Santiago Peña, autoridades nacionales, locales, de la universidad, profesores, estudiantes e invitados. Durante el evento, se destacaron los beneficios de la educación superior para el desarrollo regional y se otorgaron reconocimientos a quienes contribuyeron a la creación de la universidad.

## Historia
Según la versión de María Martínez, una de las nueve personas que fundaron la universidad, la creación de la Universidad Nacional de Misiones resultó de un proceso de aproximadamente diez años de gestiones e intervenciones que involucraron a líderes comunitarios, así como a actores políticos y académicos. El 11 de marzo de 2013, el gobernador de Misiones, Arturo Martínez Jara, oficializó el anuncio de la creación de la universidad como parte de un plan estratégico orientado a expandir el acceso a la educación superior en la región. El proyecto inicial contemplaba la instauración de cuatro facultades: politécnica, ciencias de la salud, ciencias empresariales y posgrado.
La comisión encargada de la elaboración del proyecto, presidida por Sindulfo Ayala, trabajó de manera colaborativa con un equipo multidisciplinario de expertos, quienes se encargaron de la formulación de los planes curriculares y la evaluación de la viabilidad económica del proyecto. Tras la finalización del diseño del proyecto, el mismo fue presentado ante el Congreso, donde fue debatido y, finalmente, aprobado a través de la ley n.º 6675/20, promulgada el 24 de diciembre de 2020, que formalizó la creación de la universidad.

## Docentes notables
- Nicanor Duarte Frutos
- Derlis Maidana

## Controversia
En marzo de 2025, la Unamis fue cuestionada por presunto nepotismo tras una solicitud del concejal departamental de Misiones, Augusto Galeano, al rector Pedro Gerardo González. El edil pidió un informe detallado sobre la contratación de funcionarios y docentes, incluyendo nombres, cargos, salarios y modalidad de ingreso, buscando esclarecer las denuncias y garantizar la transparencia en los procesos de la universidad.